# Dronningensgade
Dronningensgade er en gade mellem Christianshavns Vold og Bådsmandsstræde på Christianshavn i København. Gaden ligger parallelt med Christianshavns Kanal men med en række af husblokke imellem.
Gadens historie går tilbage til grundlæggelsen af Christianshavn i begyndelsen af 1600-tallet. Navnet var oprindelig en pendant til Kongensgade på den anden side af kanalen, men den gade blev omdøbt til Wildersgade, efter at Christianshavn blev indlemmet i København senere i 1600-tallet.

## Kendte bygninger og beboere
Nr. 3 blev bygget i 1848 og var en kombineret smedie og jernstøberi. Skorstenen blev tilføjet i 1860 og forhøjet i 1861. I 1900 blev stueetagen ombygget til butik, mens førstesalen blev bolig. I 1965 overtog Filmfonden bygningen, der blev benyttet til administration, Danmarks første filmskole og museum indtil åbningen af Det Danske Filminstitut i Gothersgade.
Nr. 67 blev bygget i 1778 som skole for fattige børn. I 1898 blev taget ændret til mansardtag. I 1913 blev bygningen ændret til at huse pigeskolen Christianshavns Døttreskole.
Nr. 75-77 tilhørte tidligere handelsvirksomheden Jensen & Møller. På bygningen fra 1913, der blev tegnet af Heinrich Hansen, kan man stadig se reklamer på facaden med de solgte produkter: "Sukkervarer - Biscuits - Konfekturer".